# Дарко В. Рибникар
Даворин Дарко В. Рибникар (Београд, 5. март 1939 — Београд, јануар 2021) био је српски новинар.

## Биографија
Рођен је у породици Рибникар, као син власника дневног листа Политика Владислава Рибникара (1900—1955) и његове друге супруге Јаре (1912—2007), рођене Хајек. Добио је име по очевом стрицу Дарку Рибникару, правнику и новинару, који је као резервни официр погинуо на почетку Првог светског рата.
Завршио је Мешовиту гимназију на Сењаку, а потом је студирао на Правном факултету у Београду, на коме је дипломирао 1962. године. Постдипломске студије је похађао 1965. и 1966. на Универзитету Принстон у Сједињеним Америчким Државама (САД).
Након повратка из САД запослио се у листу Политика, најпре као сарадник и уредник градске (1967) и унутрашњо-политичке рубрике (1970), сарадник и в.д. уредника спољно-политичке рубрике (1977) и стални дописник Политике са Блиског истока, током кога је од 1981. до 1986. боравио у Каиру. Од 1987. до 1989. био је главни уредник Политикиног Забавника, потом је био директор Основне организације удруженог рада за младе у Новинско издавачком предузећу Политика, сарадник листова НИН и Илустрована Политика, РТВ Београд, РТВ Нови Сад, Радио Сарајева, новосадског листа Дневник, подгоричког листа Побједа. Објављивао је прилоге у загребачком Вјеснику и сарајевском Ослобођењу.
Истичу се његови фељтони о Турској (1978), Пољској (1978), Египту (1983) и о древним источним цивилизацијама (1979); извештаји о рату у Либану (интервјуи са Јасером Арафатом на фронту 1983), о војном удару у Турској, политичким променама у Пољској (први интервју са Лех Валенсом за југословенску штампу); извештаји са конференција о Југославији у Хагу, Бриселу, Луксембургу, Стразбуру, Паризу и Женеви, од 1990. до 1994. године. Као новинар је путовао у више земаља Европе, Азије и Африке.
У браку са супругом Љиљаном, имао је синове Владислава, пластичног хирурга и Дарка, доктора наука. 
Добитник је три Политикине награде, као и Ордена заслуга за народ са сребрном звездом.
Умро је јануара 2021. у Београду и сахрањен је на Новом гробљу.